# 殉教者広場

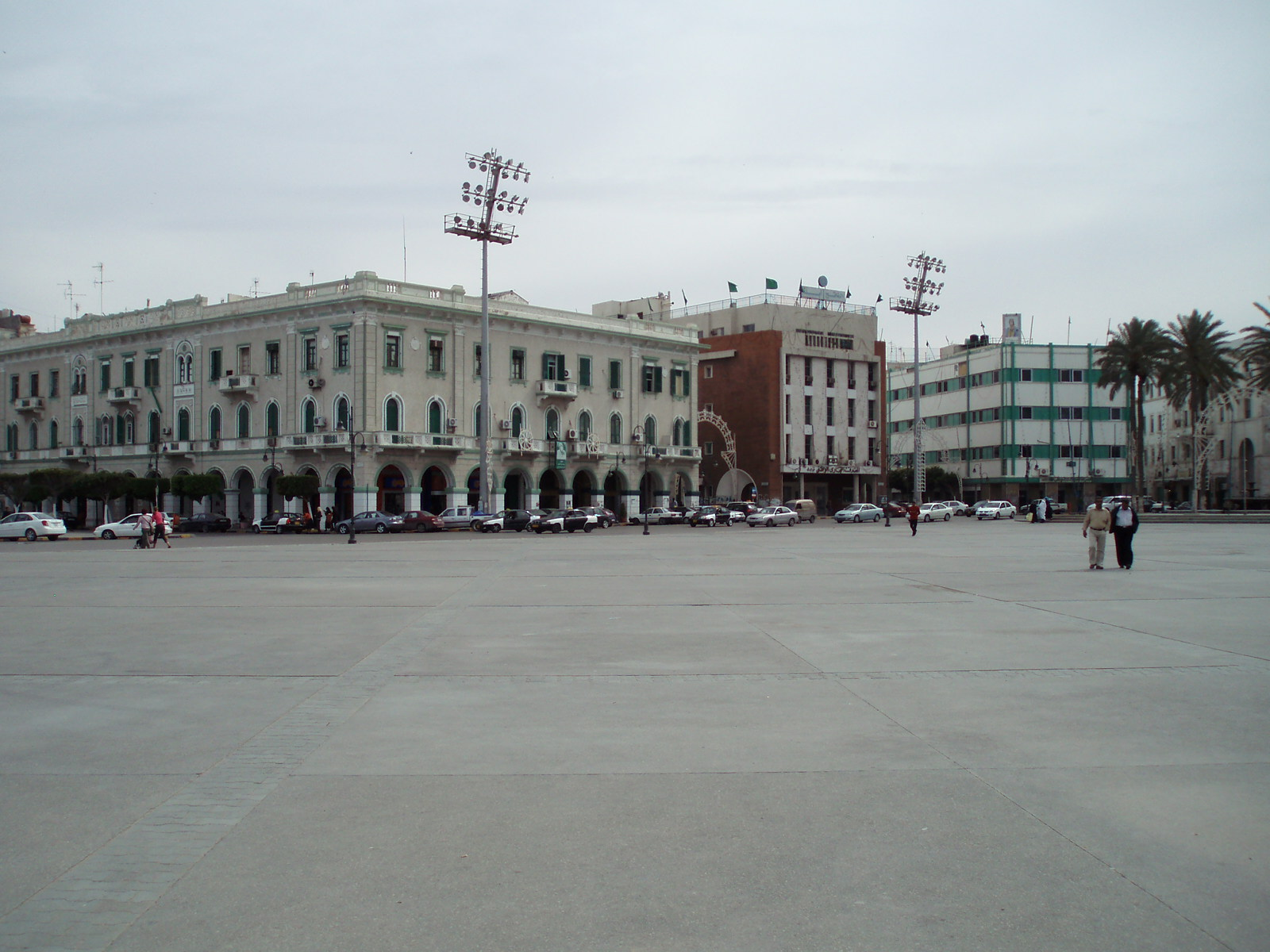
殉教者広場

殉教者広場（じゅんきょうしゃひろば、アラビア語: الساحة الخضراء）はリビアのトリポリにある広場。
イタリア統治時代に作られたこの広場は、1969年のカダフィ大佐によるクーデターの後は緑の広場と呼ばれ、革命の象徴的場所であった。
2011年リビア内戦でカダフィ政権が崩壊した後、市民はもはや「緑の広場」の名称は使わず、殉教者広場と呼ばれた。